# 政治過程論
政治過程論（せいじかていろん）は、政治哲学と並ぶ政治学の主要領域。統計学的・科学的手法によって政治過程を分析する領域であり、狭義の政治学である。
なお、英語等で政治過程論（political process theory）と言う場合、基本的には政治社会学の影響を受けた社会運動論を指す。

## 概要
政治学といえば伝統的に、何が理想の政体かを考察する政治哲学・政治思想を指すのが通例であった。しかし科学の発展とともに、自然科学の分野で洗練されてきた統計などの知見を、政治の世界を分析する装置として応用しようという風潮が生まれ、政治過程論が誕生した。その後は急速に拡大し、政治学における主流の方法論となった。現代では政治過程論のみを指して政治学という場合も多い。なお、一時は学界から駆逐された政治哲学・政治思想も、イーストンによる脱行動論の提唱やロールズの正義論の登場などによって復権を果たしている。
1920年代に活躍したグレーアム・ウォーラスやアーサー・F・ベントリーが最初の政治過程論として知られる。戦後になるとアメリカ合衆国で行動論主義の気運が高まり、その影響を受けて飛躍的に発展した。黎明期においては、ウォーラスらのほか、チャールズ・メリアムを中心とするシカゴ学派、デイヴィッド・トルーマン、ハロルド・ラスウェル（ラズウェルとも）などが大きく貢献した。

## 政治過程論の領域と学説
- 権力論
  - 政治的リーダーシップ
  - 権力エリート論（パワー・エリート論）
  - ミヘルスによる寡頭制の鉄則
  - ミランダとクレデンダ
  - 非決定権力
  - 第四の権力
- 政治システム論
- デモクラシー・モデル
  - ポリアーキー
  - プルーラリズム
  - レイプハルトの類型論
  - マクファーソンの四類型
- 選挙制度論
  - デュヴェルジェの法則
- 政党制論
  - デュヴェルジェの三類型
  - サルトーリの類型論
  - ライカーの連立政権論
- 圧力団体論
  - ロビイング論
- 国際関係論
- 意思決定論
  - 合理的選択理論
  - インクリメンタリズム
  - ゴミ箱モデル
  - アリソンの対外政策決定論
- 投票行動論
  - コロンビア学派
  - ミシガン学派
  - バンドワゴン効果・アンダードッグ効果
  - フリーライダー
- 政治的無関心
  - リースマンの二類型
  - ラスウェルの三類型
- 政治文化論
  - アーモンドとヴァーバの三類型
- イデオロギー論
  - 知識社会学
  - イデオロギーの終焉
- 情報政治学・政治コミュニケーション論
  - リップマンによる世論の研究
  - 政治とマスコミュニケーション（強力効果説と限定効果説）
  - 沈黙の螺旋
  - 議題設定効果（アジェンダ・セッティング）
  - プライム仮説
- プロパガンダ論
- 社会運動論
  - 資源動員論
  - 新しい社会運動論

## 関連文献
総論
- 真渕勝、田中愛治、伊藤光利 『政治過程論』 有斐閣、2000年。

各論